# Vila Velebita (Schiff)
Die Vila Velebita war ein 1908 gebautes Segelschulschiff, das als Brigantine getakelt war. Unter österreichisch-ungarischer und anschließend jugoslawischer Flagge nutzte es die Seefahrtschule von Bakar für die Kadettenausbildung und ozeanografische Expeditionen. Nach der Kapitulation Jugoslawiens im April 1941 verwendete die Regia Marina es unter dem Namen Palinuro weiter als Segelschulschiff. Beim Versuch, im September 1943 einen von den Alliierten kontrollierten Hafen zu erreichen, musste es in Ortona anlegen und wurde dort im Dezember 1943 von der Wehrmacht gesprengt.
Der Name Vila Velebita leitete sich von einem gleichnamigen kroatischen Volkslied aus der zweiten Hälfte des 19. Jahrhunderts ab, das vom Gebirgszug Velebit inspiriert war.

## Bau und technische Daten
Das Schiff wurde auf Bestellung der kroatischen königlichen Regierung innerhalb Österreich-Ungarns bei den Howaldtswerken in Kiel am 31. März 1908 bestellt. Das neue Schiff sollte das erste Schulschiff der Seefahrtschule, die Margita, ersetzen, da es für die zunehmende Zahl von Kadetten zu klein geworden war. In Kiel wurde das neue Schiff unter der Baunummer 497 auf Kiel gelegt und lief bereits 25. Juli 1908 vom Stapel. 
Die Vila Velebita war als Brigantine mit 650 bis 700 m² Segelfläche getakelt und verdrängte 370 Tonnen. Sie vermaß 263,64 BRT bzw. 78,75 NRT und war 35,05 m lang, 7,7 m breit und hatte 2,74 m Tiefgang. Eine 3-Zylinder-Dreifach-Expansionsmaschine unterstützte den Segler. Sie leistete 300 PS und wirkte auf eine Schraube. Unter Segeln konnte das Schiff bis zu 13 kn, unter Dampf bis zu 7 kn Geschwindigkeit erreichen. Die Stammbesatzung zählte 20 Mann, dazu kamen bis zu 40 Schüler.
Das Schiff verfügte als eines der ersten Schiffe über eine elektrische Beleuchtung und modernste Navigations-Ausstattung. Am 4. September 1908 stand es zur Ablieferung bereit. Mit dem weißen Rumpf galt die Vila Velebita schon damals als eine besonders schön gelungene Konstruktion. Als Spitznamen wurde sie bald als „gute Fee“ bezeichnet – nach der Fee, die an der Spitze des Berges Velebit gelebt haben soll und in Kroatien als Symbol der Einheit und Freiheit der Kroaten galt. An Bord des Schiffes konnten die Schüler ihre in der Seefahrtsschule erworbenen Kenntnisse vertiefen und praxisnah anwenden.

## Geschichte

### Vila Velebitader Seefahrtschule von Bakar
Am 8. Oktober 1908 erreichte die Vila Velebita unter der Flagge Österreich-Ungarns ihren neuen Heimathafen Bakar. Für das folgende Frühjahr wurde die erste Ausbildungsfahrt angesetzt. Die ersten Fahrten wurden an den Wochenenden in die nähere Umgebung durchgeführt, daneben fanden auch immer wieder längere Fahrten statt – 1912 etwa nach Triest, Venedig und Ravenna. Die letzten beiden Jahre vor dem Ersten Weltkrieg wurde das Schiff zudem für hydrographische Untersuchungen von der jugoslawischen Akademie der Wissenschaften genutzt. Die letzte Fahrt 1914 wurde wegen der Kriegsgefahr vorzeitig abgebrochen und das Schiff kehrte am Tag der österreichischen Kriegserklärung an Serbien (28. Juli) nach Bakar zurück. Dort blieb die Vila Velebita bis 1915 aufgelegt, anschließend bis 1918 in Novigrad nördlich von Zadar.
Nach dem Ersten Weltkrieg verblieb das Schiff bei der Seefahrtschule von Bakar, allerdings musste sich die Schule die Vila Velebita mit den Seefahrtschulen von Dubrovnik und Kotor (im heutigen Montenegro) teilen. Sie führte zunächst die Flagge des Königreiches der Serben, Kroaten und Slowenen (ab 1929 Königreich Jugoslawien). Die erste längere Fahrt des Schiffes führte 1922 von Bakar nach Messina, Neapel, Genua, Marseille, Barcelona, Algier und Malta. Weitere Ziele in den kommenden Jahren bildeten Venedig, das östliche Mittelmeer unter anderem mit Korfu, Piräus bis nach Istanbul (1923), Barcelona (1929) oder Marseille (1932). Die letzte Fahrt vor dem Zweiten Weltkrieg hatte 1939 noch einmal Istanbul als Ziel. Zum Zeitpunkt der Kapitulation Jugoslawiens im April 1941 befand sich die Vila Velebita in Crikvenica, etwa 37 Kilometer von Rijeka entfernt. Dort wurde sie von den Italienern, die die dalmatinische Küste besetzten, wie viele jugoslawische Schiffe beschlagnahmt.

### Palinuroder Regia Marina
Bereits am 15. April stellte die Regia Marina das Schiff unter dem Namen Palinuro als Segelschulschiff in Dienst. Der Name stammt aus der römischen Mythologie: Palinurus war der Steuermann des Aeneas auf dessen Irrfahrt vom zerstörten Troja nach Italien. Bereits zuvor hatte die italienische Marine mehrere Schiffe nach ihm benannt: Von 1843 bis 1863 trug eine Radkorvette diesen Namen und von 1886 bis 1920 ein Schoner. Die Regia Marina ließ das Schiff geringfügig umbauen und setzte eine Hütte auf die Brücke.
Wie die beiden großen Segelschulschiffe der Marine, die Amerigo Vespucci und Cristoforo Colombo wurde die Palinuro der Ausbildungs-Division zugeteilt. Ausbildungsgebiet war die Adria, in der die Segelschulschiffe ihre Ausbildungsfahrten durchführten. Einzelne Fahrten führten bis ins Ionische Meer.
Zum Zeitpunkt der italienischen Kapitulation am 9. September 1943 befand sich die Palinuro mit den anderen beiden Segelschulschiffen in Triest. Dort erhielten sie den Befehl, nach Süditalien in das von den Alliierten kontrollierte Gebiet zu fahren. Der Palinuro gingen unterwegs Kohle und Kesselwasser aus und sie wurde zum Nachbunkern nach Ortona entlassen, das sie am Abend des 10. September erreichte. Die Stadt war bereits von der Wehrmacht besetzt. Der Besatzung gelang in einem Fischerboot noch die Flucht nach Brindisi, das Schiff blieb jedoch in Ortona. Während der Schlacht um Ortona vom 20. bis 28. Dezember 1943 sprengten deutsche Einheiten das Schiff bei ihrem Rückzug.